# East Side Story (film)
Ne doit pas être confondu avec West Side Story.
Pour les articles homonymes, voir East Side Story (homonymie).
Pour plus de détails, voir Fiche technique et Distribution.
East Side Story (Rooftops) est un film américain réalisé par Robert Wise, sorti en 1989.

## Synopsis
Un groupe de jeunes du Lower East Side (New York) s'installent sur le toit d'un immeuble abandonné.

## Fiche technique
- Titre : East Side Story
- Titre original : Rooftops
- Réalisation : Robert Wise
- Scénario : Terence Brennan
- Direction artistique : John Wright Stevens
- Décors : Gretchen Rau
- Costumes : Kathleen Detoro
- Photographie : Theo Van de Sande
- Son : Tom Nelson
- Montage : William Reynolds
- Musique : Michael Kamen, David A. Stewart
- Chorégraphie  : John Carrafa, Shabbadoo, Jelon Vieira
- Production : Howard W. Koch Jr.
- Société(s) de production : Koch Company, Mark/Jett Productions
- Société de distribution : New Visions Pictures
- Pays de production :  États-Unis
- Langue : anglais
- Format : Couleurs - 35 mm - 1,85:1 -  Son Dolby numérique
- Durée : 98 minutes
- Dates de sortie :
  - États-Unis : 17 mars 1989 (premières à New-York et à Los Angeles)
  - France : 20 avril 1994

## Distribution
- Jason Gedrick : T
- Troy Beyer : Elana
- Eddie Velez : Lobo
- Tisha Campbell : Amber
- Alexis Cruz : Squeak
- Allen Payne : Kadim
- Steve Love : Jackie-Sky
- Rafael Baez : Raphael
- Jaime Tirelli : Rivera
- Luis Guzmán : Martinez
- Robert LaSardo : Blade
- Jay Boryea : Willie
- Rockets Redglare : Calos
- Edouard DeSoto : Angelo

## Autour du film
Les chansons de la bande originale sont interprétées par David A. Stewart (Avenue D), Eurythmics (Revenge (Part II)), Etta James (Avenue D), Patrick Seymour, Londonbeat (Drop), Jeffrey Osborne (Rooftops), Trouble Funk (Keep Runnin'), Kisses From The Kremlin, Charlie Wilson (Stretch), Joniece Jamison (Meltdown), Grace Jones.